# Jean le Noir

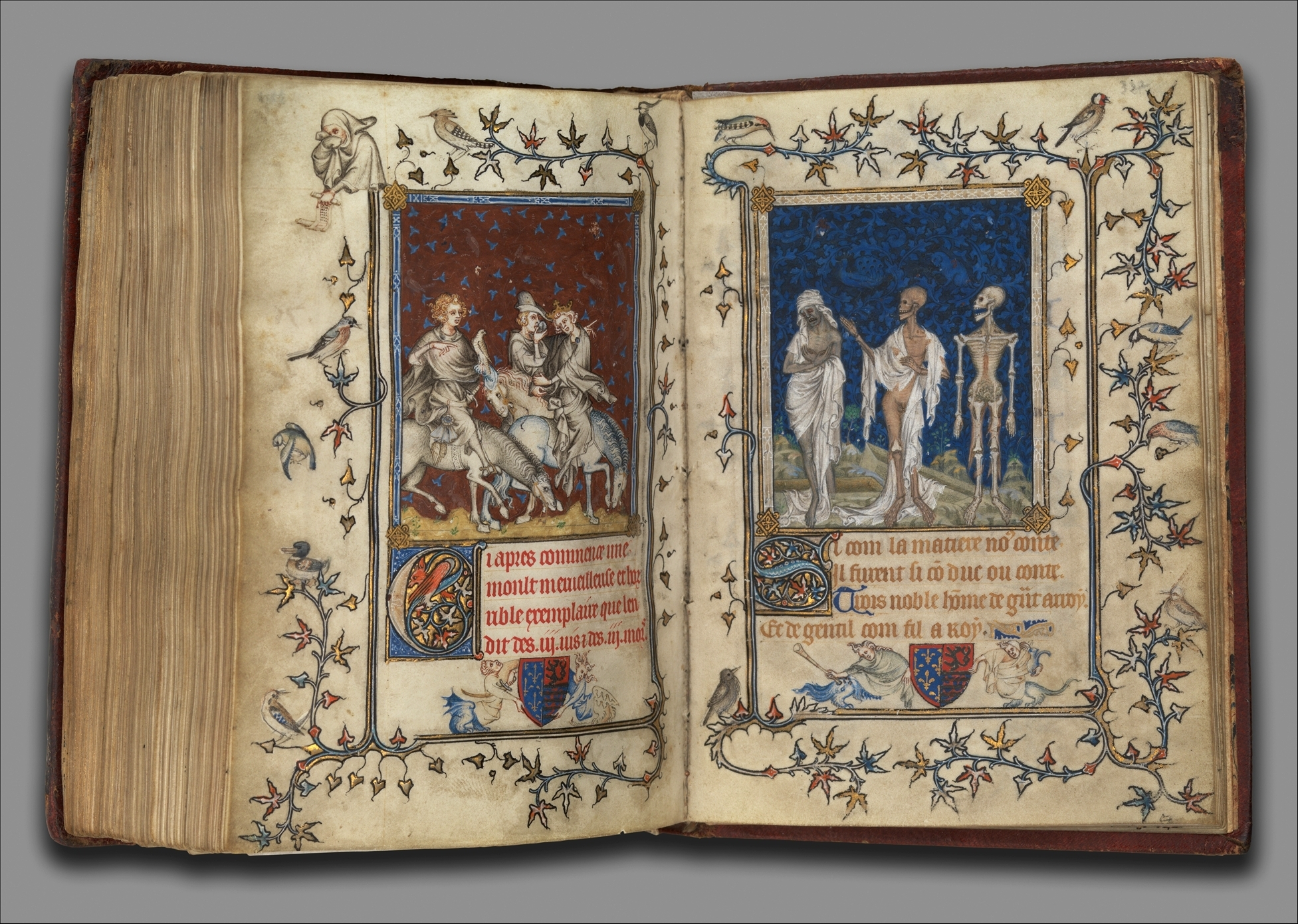
Jean le Noir, Psalter van Bonne de Luxembourg fol 321v en fol. 322r

Jean le Noir was een Franse verluchter uit de 14e eeuw. Hij was een medewerker van Jean Pucelle.

## Biografie
Jean le Noir duikt voor het eerst op in 1331 als hij wordt vermeld als werkend voor Yolande van Vlaanderen, de hertogin van Bar. Later gaat hij in dienst bij Jan II van Frankrijk, hij wordt blijkbaar geassisteerd door zijn dochter Bourgot. In 1358, tijdens de gevangenschap van Jan II in Engeland, krijgt hij van Karel V de regent een huis in Parijs in de ‘rue Troussevache’ als vergoeding voor diensten aan de koning. In 1372 ontvangt hij giften van Jean, duc de Berry voor werk dat hij voor hem gedaan had. In een document van 1375 komen we hem opnieuw tegen als begunstigde van de hertog en er wordt naar hem gerefereerd als: verluchter van de koning en van de hertog. In datzelfde jaar verhuist hij naar Bourges. In 1378 zal Jean le Noir beginnen met de verluchting van de Petites Heures voor Jean de Berry. In 1380 overlijdt hij. In de Petites Heures maakte hij 9 miniaturen.

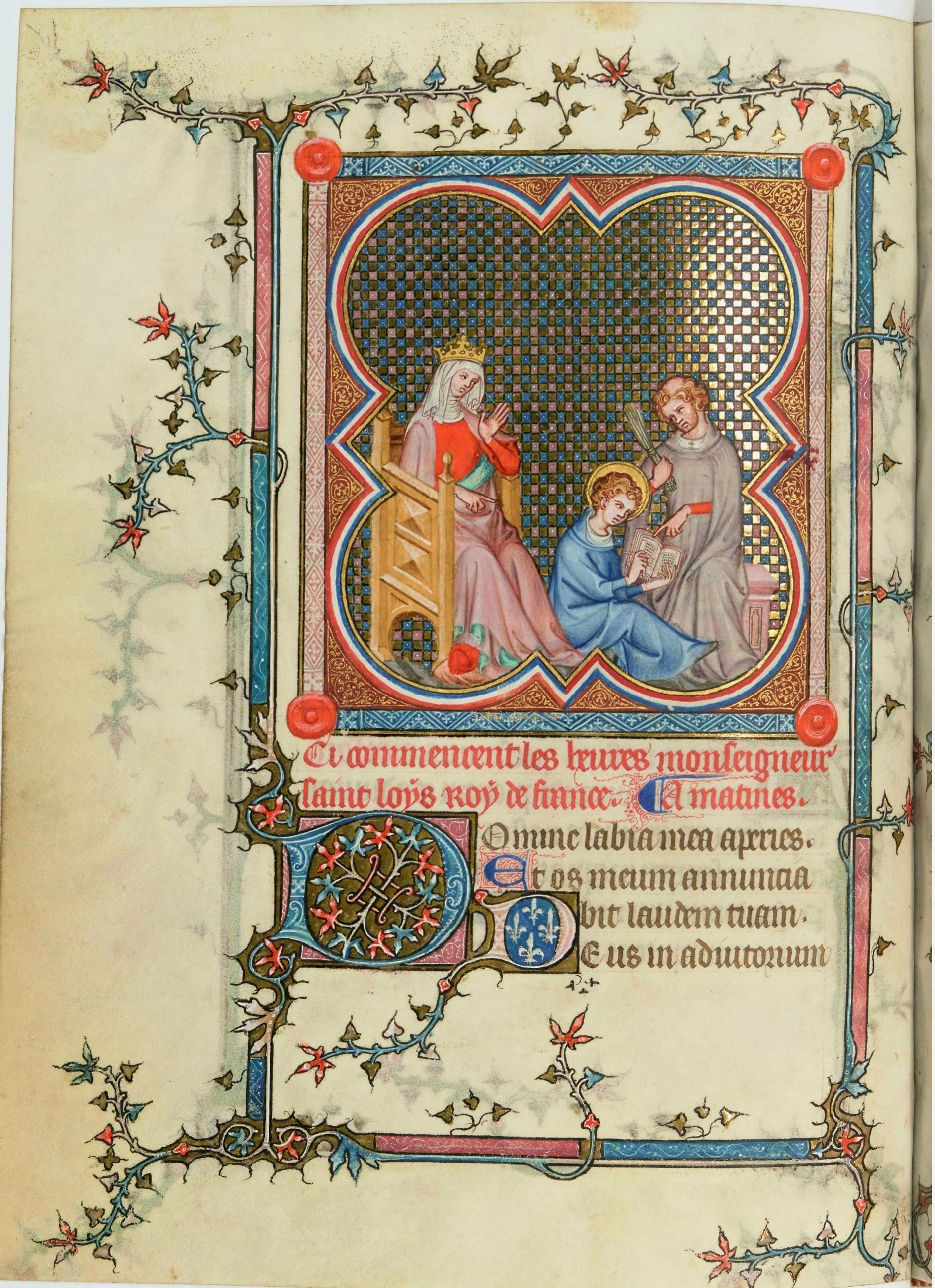
Jean le Noir, Getijdenboek van Jeanne II de Navarre, fol 85v; Blanche de Navarre en haar zoon Lodewijk IX die leert lezen

## Stijlkenmerken
Jean le Noir was een leerling of medewerker van Jean Pucelle en heeft hem waarschijnlijk opgevolgd als leider van het atelier na zijn overlijden. Hij werkte in de stijl van Pucelle en gebruikte waarschijnlijk dezelfde modellen als Pucelle. Vroegere onderzoekers (voor 1970), hebben veel van het werk dat nu wordt toegeschreven aan Jean le Noir, eerst toegeschreven aan Pucelle voor diens exacte overlijdensdatum bekend was, de gelijkenis was dus evident.
De figuren van Jean le Noir zijn slank en elegant en gebruiken geaffecteerde gebaren. Hij gebruikt levendige, briljante en expressieve kleuren. Zijn miniaturen hebben een vertellende stijl. In het psalter van Bonne de Luxembourg toont hij ook zijn meesterschap in de grisaille techniek.
De kringen rond Le Noir, zoals trouwens ook Jean Pucelle, kenden de Italiaanse kunst van het trecento met zijn naturalisme en realisme. Dit wordt goed geïllustreerd in de afbeelding uit het psalter van Bonne dat het verhaal van de “Drie levenden en de drie doden” voorstelt. Drie jonge edellieden zijn de weg kwijt tijdens een jachtpartij en komen terecht op een kerkhof waar ze drie lijken ontmoeten in verschillende staat van ontbinding, die hen de boodschap meegeven: “Eens waren wij wat jullie zijn, jullie zullen worden wat wij zijn”. Een memento mori dat kan tellen. De inspiratie voor deze voorstelling zou kunnen teruggaan op het bekende fresco “Il Trionfo della Morte” van Buonamico Buffalmacco op het Camposanto in Pisa. De iconografie is wel volledig verschillend, maar de drie levenden zijn ruiters wat voordien niet het geval was.
Over het algemeen hadden de Franse verluchters van de 14e eeuw weinig of geen interesse in het navolgen van de Italiaanse voorbeelden, zij bleven bij de gotische traditie. Het is bij Pucelle en zijn opvolger Jean le Noir dat we de Italiaanse invloed voor het eerst tegenkomen. In het laatste kwart van de 14e eeuw zal de Italiaanse stijl meer ingang beginnen vinden in Frankrijk met verluchters zoals Jacquemart de Hesdin de Pseudo-Jacquemart en de Maître du parement de Narbonne.

## Toegeschreven werken
- Het getijdenboek van Blanche de Bourgogne (1288-1348) (Savoye-Getijdenboek), gravin van  Savoye (gemaakt 1335-1340; Beinecke Library ms. 390)
- Het getijdenboek van Johanna van Navarra (gemaakt 1336-1340 door Jean le Noir; BNF ms. lat. 3145)[1]
- Het psalter van Bonne de Luxembourg (gemaakt in 1348-1349; BnF ms. Lat. 3145)
- Het getijdenboek van Yolande van Vlaanderen (gemaakt in 1353 door Jean le Noir?; British Library, Yates Thompson 27)[2]
- Het breviarium van Karel V (Gemaakt 1364-1370; BNF ms. lat 1052)[3]
- De “Petites Heures” van Jean duc de Berry (1372 – 1375) (I fase), Jean le Noir maakte de getijden, van de passie, andere verluchters waren Jaquemart de Hesdin, Pseudo-Jaquemart e.a.,BNF ms. lat. 18014